# Cnidoscolus magni-gerdtii
Cnidoscolus magni-gerdtii är en törelväxtart som beskrevs av Francisco Javier Fernández Casas. Cnidoscolus magni-gerdtii ingår i släktet Cnidoscolus och familjen törelväxter. Inga underarter finns listade i Catalogue of Life.